# Christopher Morgan (Ruderer)

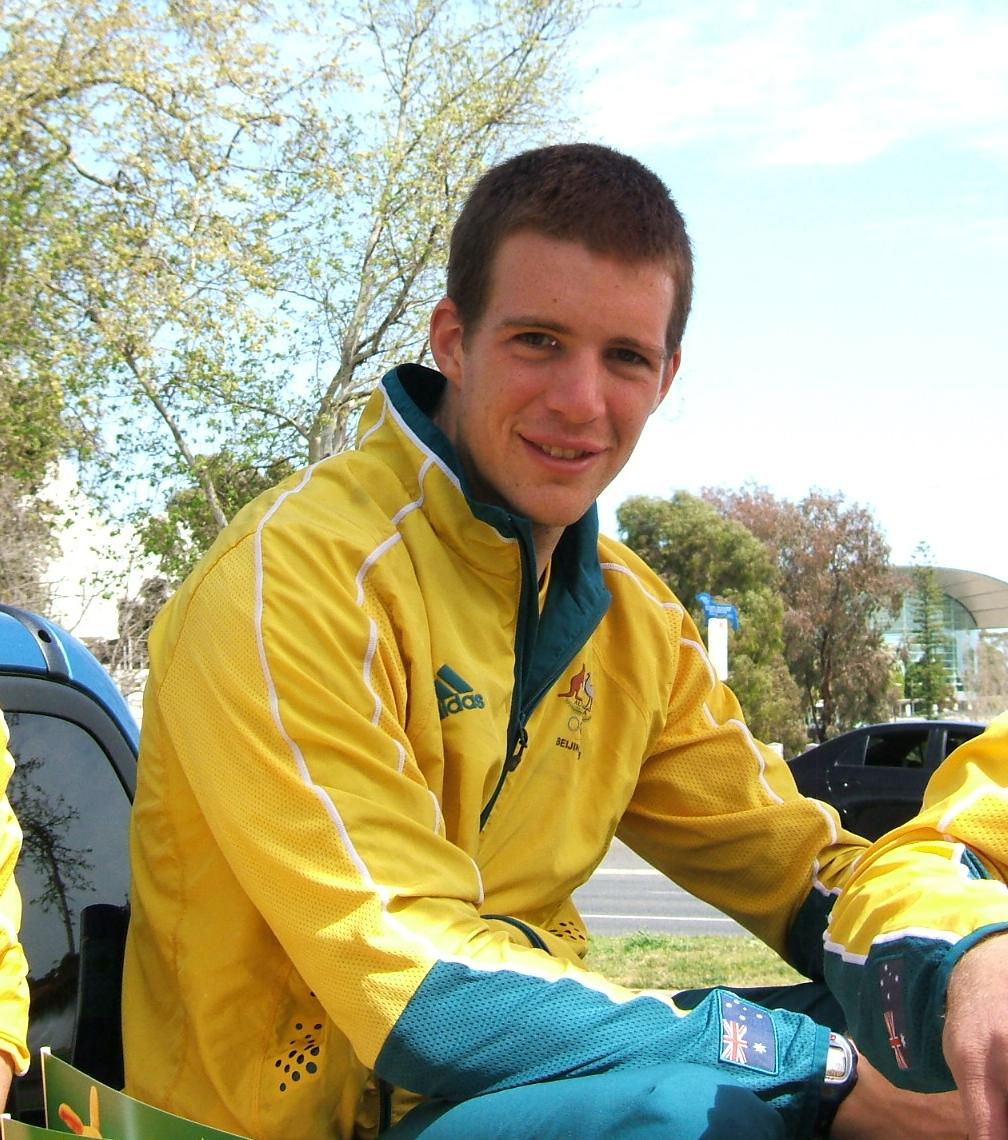
Chris Morgan 2008

Christopher „Chris“ Morgan (* 15. Dezember 1982 in Adelaide) ist ein australischer Ruderer.
Morgan begann erst 2003 mit dem Rudern, bereits 2005 trat er erstmals im Weltcup an. Bei den Ruder-Weltmeisterschaften 2005 belegte er mit dem Doppelvierer den elften Platz. 2006 folgte ein fünfzehnter Platz mit Craig Jones im Doppelzweier. Nach seiner Rückkehr in den Doppelvierer erreichte er bei den Ruder-Weltmeisterschaften 2007 den zehnten Platz. 2008 erreichte der Vierer das Finale bei den Olympischen Sommerspielen in Peking und belegte in der Aufstellung Christopher Morgan, James McRae, Brendan Long und Daniel Noonan den vierten Platz. 
2010 trat Morgan bei zwei Weltcupregatten mit dem Doppelvierer an, wechselte aber für die Weltmeisterschaften in Neuseeland in den Zweier mit Steuermann, hier gewann er zusammen mit Dominic Grimm und Steuermann David Webster die Goldmedaille. 2011 kehrte Morgan für David Crawshay in den Doppelvierer zurück. In der Besetzung Morgan, James McRae, Karsten Forsterling und Daniel Noonan gewann das Boot Gold bei den Weltmeisterschaften in Bled. 2012 belegte der australische Doppelvierer den dritten Platz bei den Olympischen Spielen in London hinter dem deutschen und dem kroatischen Boot. Vier Jahre später erreichte Morgan zusammen mit David Watts den siebten Platz im Doppelzweier bei den Olympischen Spielen 2016.